# Barbara Obermeier
Barbara Obermeier (* 27. Februar 1982 in Dachau) ist eine deutsche Musicaldarstellerin. Ihre Stimmenlage ist hoher Sopran und Belt.

## Leben
Barbara Obermeier kommt aus einer Musikfamilie, mit fünf Jahren nahm sie schon Klavierunterricht und sang im Jugendchor ihres Vaters. Mit 16 Jahren wurde sie schließlich Leadsängerin in einer Band. Die Musical-Leidenschaft entdeckte sie in der Drama-Gruppe ihrer Schule. Im September 2002 begann sie ihre Ausbildung als Musicaldarstellerin und beendete sie 2005 an der Abraxas-Musical-Akademie in München. Noch während der Ausbildung erhielt sie ihr erstes Engagement im Musical Ludwig² in Füssen.

## Rollen im Theater
- 2004: Josepha in Im Weißen Rössl Leipzig
- 2004: Bonnie Parker in Bonnie & Clyde Leipzig
- 2005: Solistin in Working – Vollmarhaus München
- 2005: Sophie / Cover Sissi in Ludwig 2 – Festspielhaus Neuschwanstein Füssen
- 2006: Solistin in Bouffant – Bel Etage München
- 2007: Cover Éponine / Ensemble in Les Miserables – Stiftsruine Bad Hersfeld
- 2007: Cedric in Der kleine Lord – Deutsches Theater München
- 2008: Cover Lisa / Ensemble in Jekyll & Hyde – Stiftsruine Bad Hersfeld
- 2008: Ensemble in Rebecca – Raimund Theater Wien
- 2009: Valentine in Der Graf von Monte Christo – Theater St. Gallen St. Gallen
- 2009: Helne Flöge in Gustav Klimt – Festspiele Gutenstein Gutenstein
- 2009–2011: Cover Sarah / Gesangsensemble in Tanz der Vampire – Ronacher Theater Wien
- 2011–2012: Schwester Mary Robert in Sister Act – Ronacher Theater Wien
- 2013: Elle Woods in Natürlich Blond – Ronacher Theater Wien
- 2013: Meg Giry in Love never dies – Ronacher Theater Wien
- 2014: Cosette in Les Miserabels – Musiktheater Linz Linz
- 2014: Magnolia in Showboat
- 2014: Im Musical And the World goes round
- 2015: April in Company
- 2015: Sally in The Who’s Tommy
- 2015–2016: Nannerl in Mozart! – Raimund Theater Wien
- 2016: Maria in Sound of Music – Wiener Volksoper Wien
- 2019: Filmdiva Lilli Vanessi in Kiss me Kate – Staatstheater Darmstadt Darmstadt
- 2020–2022: Jellyloeum, Griddlebone / Cover Grizabella in Cats – Ronacher Theater Wien
- 2023/2024: Kisa Carew in Jekyll & Hyde – Staatstheater Darmstadt
- 2024: Épione, Fantine in Les Misérables – Theater St. Gallen
- 2024: Scaramouche in We Will Rock You – Musical Sommer Amstetten
- 2025: Elsa Löwenthal in Einstein – A Matter of Time – Theater St. Gallen